# Dyschoriste celebica
Dyschoriste celebica là một loài thực vật có hoa trong họ Ô rô. Loài này được Bremek. mô tả khoa học đầu tiên năm 1948.